# Меччи, Ирен
Ирен Меччи (англ. Irene Mecchi) (род. 21 сентября 1949) — американская сценаристка и драматург, чьи известные работы включают сценарии к нескольким мультфильмам Disney. Она написала сценарии к мультфильмам «Король Лев» (1994), «Горбун из Нотр-Дама» (1996) и «Геркулес» (1997). Вместе с соавтором Роджером Аллерсом она получила номинацию на премию «Тони» в 1998 году за написание либретто для мюзикла «Короля Льва».

## Биография
Меччи родилась в третьем поколении её семьи, которая жила в Сан-Франциско, Калифорния. Позже она получила степень бакалавра гуманитарных наук в Калифорнийском университете в Беркли. Когда она начала свою карьеру, её стремление стать режиссёром театра привело её к учёбе в Американском театре консерватории, где её преподавательница, Джой Карлин, была впечатлена её писательством и воодушевила её заниматься им на постоянной основе. Она согласилась.
Её первая работа началась, когда она написала серию детских программ для Nickelodeon. Первое сетевое сценарное задание Меччи было на получившем премию «Эмми» специальном выпуске Лили Томлин, «Лили: Продано» (за который она получила номинацию на прайм-таймовую премию «Эмми» за лучший сценарий в варьете, музыкальной или комедийной программе. Её более поздние телевизионные работы также включают «Семья Хоган» и «Моя сестра Сэм». Вместе с этим, Меччи исследовала и написала пьесу, основанную на остроумных наблюдениях газетного обозревателя Херба Кана о Сан-Франциско. Спектакль был «разобран» в Театре американской консерватории, что побудило Меччи отредактировать две книги сочинений Кана, которые были опубликованы в 1992 и 1993 годах.
В марте 1992 года Меччи начала сотрудничать с Disney, когда она написала анимационный учебный короткометражный фильм под названием «Рециркулированный Рекс». Этот короткометражный фильм учил юных зрителей «перерабатывать, сокращать и повторно использовать» отходы. Летом 1992 года Меччи взяли на борт для доработки сценария 32-го полнометражного мультфильма «Король Лев», который ей предложили как «„Бэмби“ в Африке». Несколько месяцев спустя к ней присоединился Джонатан Робертс во время процесса переписывания сценария. Вместе оба сценариста взялись за нерешённые эмоциональные проблемы в сценарии и внесли дополнительную комедию с Тимоном, Пумбой и гиенами.
После работы над «Королём Львом» она написала сценарии для других мультфильмов Disney «Горбун из Нотр-Дама» вместе с Тэбом Мёрфи, Бобом Цудикером, Нони Уайт, и Джонатаном Робертсом (за который они были номинированны на премию «Энни» за лучший сценарий в анимационном полнометражном фильме) и «Геркулес» вместе с Роном Клементсом, Джоном Маскером, Доном МакИнери, и Бобом Шоу. Также, она вновь объединилась с Роджером Аллерсом, чтобы написать либретто для бродвейской музыкальной адаптации «Короля Льва», за которую они были номинированы на Премия «Тони» за лучшее либретто мюзикла. Позже она снова объединилась с Аллерсом, чтобы добавить дополнительный материал для сценария сиквел/приквел/спин-оффа «Короля Льва» «Король Лев 1½».
Меччи служила сценаристкой мультфильма Pixar «Храбрая сердцем» вместе с Марком Эндрюсом, Стивом Перселлем, и Брендой Чепмен, снятым Брендой Чепмен и Марком Эндрюсом (за который они были номинированны на премию «Энни» за лучший сценарий в анимационном полнометражном фильме во второй раз). В июне 2013 года Чепмен заявила, что они с Меччи разрабатывали мультфильм «(англ. Rumblewick)» в DreamWorks Animation, который так и не был создан В ноябре 2014 года было объявлено, что Меччи напишет сценарий для музыкального мультфильма Lucasfilm «Странные чары» вместе с Гэри Райдстром и Дэвидом Беренбаумом. В том же году она написала телеспецарий для спецвыпуска NBC «Питер Пэн в прямом эфире», в котором пересмотрела характер Капитана Крюка.

## Фильмография

### Фильмы
| Год  | Название            | Заметки                                                           |
| ---- | ------------------- | ----------------------------------------------------------------- |
| 1994 | Король Лев          | С Джонатаном Робертсом и Линдой Вулвертон                         |
| 1996 | Горбун из Нотр-Дама | С Тэбом Мёрфи, Бобом Цудикером, Нони Уайт, и Джонатаном Робертсом |
| 1997 | Геркулес            | С Роном Клементсом, Джоном Маскером, Доном МакИнери, и Бобом Шоу  |
| 1999 | Фантазия 2000       | Живые сегменты С Доном Ханом и Дэвидом Рейнольдсом                |
| 2004 | Король Лев 1½       | Дополнительный сценарный материал                                 |
| 2012 | Храбрая сердцем     | С Марком Эндрюсом, Стивом Перселлем, и Брендой Чепмен             |
| 2014 | Пророк              | Дополнительный диалог                                             |
| 2015 | Странные чары       | С Гэри Райдстромом и Дэвидом Беренбаумом                          |

### Телевидение
| Год  | Название                 | Заметки   |
| ---- | ------------------------ | --------- |
| 1999 | Энни                     | Телефильм |
| 2014 | Питер Пэн в прямом эфире |           |